# Soutelinho da Raia
Soutelinho da Raia era una freguesia portuguesa del municipio de Chaves, distrito de Vila Real.

## Geografía
Soutelinho se sitúa en el extremo noroccidental del municipio de Chaves, a 18 km de su capital, y limita al oeste con el municipio de Montalegre y al norte con Galicia, asentándose en las alturas de la Sierra de la Panadeira, en su zona de transición a la sierra de Larouco. Su altitud elevada (entre 750 y 850 m s. n. m.) determina su clima riguroso, con inviernos muy fríos y de frecuentes nevadas. 
La dureza del clima, la situación periférica y la pobreza del terreno explican el acentuado descenso demográfico que sufrió en los últimos decenios, acelerado desde la desaparición de las barreras fronterizas entre España y Portugal (la freguesia llegó a tener 559 habitantes en el censo de 1950).

## Historia
Como su nombre indica (da Raia = "de la raya", o "de la frontera"), Soutelinho era, junto a Lama de Arcos y a Cambedo (aldea de Vilarelho da Raia), uno de los tres pueblos promiscuos, crecidos en la misma línea fronteriza y por tanto incontrolables por las autoridades aduaneras de ninguno de los dos países, cuya soberanía fue cedida definitivamente por España a Portugal en el Tratado de Lindes de Lisboa de 1864. Sobre estas aldeas "promiscuas" dice un autor contemporáneo del tratado:

El estado de los pueblos promíscuos era no menos singular: puestos cabalmente en la raya de ambas naciones, parte de una casa solía pertenecer á España y otra á Portugal. De esa manera el vecino, perseguido por las autoridades españolas, por ejemplo, sin salir de su morada y con solo presentarse á la puerta, que todas ó casi todas las casas tenían por la espalda, se hallaba en Portugal y á salvo de todo castigo. Grande aliento al crimen y á la impunidad!.

Exagerada o no la situación descrita, el tratado de 1864 le pondría fin, disponiendo en su artículo 10º:

O povo promíscuo de Soutelinho pertencerá a Portugal, demarcando-se-lhe em território de Espanha uma zona de 90 a 100 metros de largo contígua à povoação.
El pueblo promiscuo de Soutelinho pertenecerá a Portugal, delimitándosele en [actual] territorio de España una zona de 90 a 100 metros de ancho contigua a la población.

Fue suprimida el 28 de enero de 2013, en aplicación de una resolución de la Asamblea de la República portuguesa promulgada el 16 de enero de 2013 al unirse con la freguesia de Calvão, formando la nueva freguesia de Calvão e Soutelinho da Raia.

## Patrimonio
Aparte de la arquitectura tradicional transmontana del caserío, en piedra granítica, en el patrimonio histórico-artístico de Soutelinho destaca su iglesia barroca, la capilla del Señor de los Desamparados, las tres fuentes medievales y los tres cruceros